# كاتي بيري (سياسية)
كاتي بيري (مواليد 8 أبريل 1979) (بالإنجليزية: Kati Piri)‏ هي سياسية هولندية من أصل مجري، عضو في البرلمان الأوروبي (MEP) لهولندا منذ يوليو 2014. وعضو في حزب العمل الهولندي، وهو جزء من التحالف التقدمي للاشتراكيين والديمقراطيين.